# Söhlde
Söhlde is een gemeente in de Duitse deelstaat Nedersaksen, en maakt deel uit van het Landkreis Hildesheim. Söhlde telt 7.815 inwoners.
- Gemeinsame Normdatei: 4055362-0
- Library of Congress Control Number: n92027534
- Nationale Bibliotheek van Israël: 987007567714005171
- Virtual International Authority File: 124476809
- WorldCat: E39PBJxcV6bWpdBbjckH3yP84q

Adenstedt ·
Alfeld (Leine) ·
Algermissen ·
Almstedt ·
Bad Salzdetfurth ·
Banteln ·
Betheln ·
Bockenem ·
Brüggen ·
Coppengrave ·
Despetal ·
Diekholzen ·
Duingen ·
Eberholzen ·
Eime ·
Elze ·
Everode ·
Freden (Leine) ·
Giesen ·
Gronau (Leine) ·
Harbarnsen ·
Harsum ·
Hildesheim ·
Holle ·
Hoyershausen ·
Lamspringe ·
Landwehr ·
Marienhagen ·
Neuhof ·
Nordstemmen ·
Rheden ·
Sarstedt ·
Schellerten ·
Sehlem ·
Sibbesse ·
Söhlde ·
Weenzen ·
Westfeld ·
Winzenburg ·
Woltershausen